# Сенчихин, Константин Иванович
Константин Иванович Сенчи́хин — советский архитектор, автор многих зданий в городе Баку, директор отдела технического обслуживания, архитектор проекта «Ложный Баку».
Является архитектором станций метро «Гянджлик», «Хатаи» и «20 января».

## Биография
Родился в 1905 года в Баку и отдал городу всю свою жизнь, все свои знания, опыт, талант.
Автор зданий, которыми любуются не только жители города, но и приезжие, он долгое время работал директором Бакметропроекта, руководил строительством Бакинского метрополитена. Во времена его молодости коллеги называли Сенчихина бакинским Корбюзье, отдавая дань его стилю, совмещающему модерн и монументализм. Константин Иванович окончил Азербайджанский политехнический институт в 1925 году. Среди его соучеников такие талантливые архитекторы, как историк архитектуры академик АН Азербайджанской ССР Садых Алекпер оглы Дадашев и народный архитектор СССР академик АН Азербайджанской ССР доктор архитектуры и профессор Микаэль Алескерович Усейнов.
Зданий, возведённых по проектам Константина Ивановича, в городе очень много. Каждое из них имеет свое лицо. Архитектор по праву гордился такими проектами, как здание Азербайджанского государственного медицинского института, Интерьер Клуба им. Дзержинского (ныне — Центр культуры Службы государственной безопасности Азербайджана), спортивный комплекс «Динамо» (ныне отель «Динамо»), комплекс зданий управления бывшего Бакинского округа ПВО (ныне Министерство обороны Азербайджана), комплекс жилых и административных зданий на перекрестке улиц Бакиханова и С. Вургуна, Дворец культуры в пригороде Баку в Локбатане.
Среди наиболее известных зданий, автором которых был Константин Иванович, — «Монолит», «Дом артистов», «Дом специалистов».
Скончался Константин Иванович Сенчихин в 1985 году.

## Творчество

### Фабрики-кухни
- Фабрика-кухня в бакинском районе Сабунчи, 1930[4]. Дипломный проект К. И. Сенчихина.
- Фабрика-кухня в пригороде Баку поселке Сураханы, начало 1930-х[5].

### Чкаловский подъём (ныне улица Ниязи)
Архитектурное решение сада и всего ландшафта этого одного из красивейших мест в центре Баку до сих пор радует и жителей и гостей города. Профессиональный строитель, старожил города Баку, заслуженный строитель Азербайджана, архитектор Ариф Шахбазов в 1990 году говорил, что даже по прошествии многих лет его поражает оригинальность решения и тонкий вкус, заложенный в проект этого уникального объекта.

### Ложный Баку
В период Великой Отечественной войны этот проект сыграл важную роль в обороне города, имевшего очень важное стратегическое значение. Баку был главным поставщиком горюче-смазочных материалов на фронт. В годы войны азербайджанские нефтяники производили до 80 % топлива всей страны. В первый год войны отправили 23,5 млн тонн нефти. Всего же 75 млн тонн нефти было отправлено на военные нужды за годы войны. Добывавшаяся здесь уникальная по составу нефть практически не требовала переработки.
Зная о планах захвата Баку фашистской Германией, Генеральный штаб принял решение о маскировке отдельных объектов и всего города на случай возможных налётов германской авиации, особенно опасных в ночное время.
Архитектор К. И. Сенчихин был назначен начальником службы маскировки города. В его распоряжение выделили самолет, чтобы у него была возможность наблюдать объекты с высоты полета и в ночное, и в дневное время.
Константин Иванович спроектировал, сконструировал и отстроил ложный Баку в 30 км от города. Им были спроектированы и построены конструкции, имитировавшие движение автомобилей, городских трамваев с искрами от контактных сетей и поездов. Масштабы ложного города должны были соответствовать реальному и не вызывать сомнения во время облета. Вся работа по проекту и строительству была выполнена за очень короткий срок. За два дня до приезда комиссии Генерального штаба из Москвы Сенчихин представил результат работы местным властям.
Представителям местных властей работа по маскировке и строительству «Ложного Баку» не понравилась. Они предупредили архитектора, что его ждут серьезные неприятности. Константин Иванович стал ждать прибытия комиссии из Генерального штаба, как приговора.
Вместе с представителями местных властей члены Комиссии несколько раз облетели «Ложный Баку» и реальный Баку в ночное время, а Сенчихин на земле ждал сурового вердикта. Наконец приземлились, и прямо на аэродроме начали обсуждать впечатления.
Председатель комиссии спросил представителя местных властей, кто автор проекта, и ему представили автора. Константин Иванович рассказывал:
«Я думал, они расстреляют меня там же на месте. К всеобщему удивлению генерал из Москвы подошел ко мне, пожал руку и сказал: ”Спасибо за очень хороший и уникальный проект, который Вы сделали для нашей страны. Это так реально, что даже я, зная, что это не настоящий Баку, не мог заметить разницы. Хорошая работа, и еще раз Вам спасибо.” В тот момент я почувствовал, как с меня спало напряжение, в котором я жил все последние дни. Чувство освобождения было так сильно, что я больше ничего о том дне не помню, даже как добрался до дома».

### Бакинское метро
К. И. Сенчихин длительное время был директором Бакметропроекта.
Институт «Бакметропроект» завершил работу над проектом первой очереди. Константин Иванович поехал в Москву для защиты проекта в Министерстве транспорта СССР. В выступлении на совещании министр предложил сократить стоимость строительства за счет уменьшения платформ на станциях и числа вагонов в составах. Никто из присутствовавших за проект не заступился.
Тогда слово взял Сенчихин и доказал, что в таком быстрорастущем промышленном городе, как Баку, нельзя рассматривать только сиюминутную выгоду, забывая, что очень скоро придется тратить гораздо большие суммы на увеличение платформ, так как перестраивать всегда дороже.

Станция метро «Шах Исмаил Хатаи» в Баку, построенная по проекту Сенчихина

Это выступление решило судьбу бакинского метро, но министр никогда не простил архитектору критики в свой адрес. Когда первая очередь метрополитена была сдана в эксплуатацию, правительство Азербайджана представило в Министерство транспорта СССР бумаги для награждения директора Бакметропроекта К. И. Сенчихина и директора Бактоннельстроя А. И. Абдулрагимова высшим орденом страны — орденом Ленина. Министр транспорта и попомнил Константину Ивановичу свое поражение — наградил его только орденом Трудового Красного Знамени.
По проектам Сенчихина строились многие станции бакинского метрополитена, в том числе Гянджлик, Шаумян (ныне — «Шах Исмаил Хатаи», Депо (ныне — Бакмил), 11 Красная Армия (ныне — 20 Января).
Станция 11 Красная Армия стала последним проектом Константина Ивановича.
Эту работу он выполнял совместно с талантливым скульптором Азербайджана Токаем Мамедовым. Завершал проект он уже совершенно больным, но и в больнице работал до последнего дня. Открывавший станцию Первый секретарь ЦК КП Азербайджана Кямран Багиров, узнав от метростроевцев, что автор её, архитектор Константин Иванович Сенчихин скончался накануне, возмутился отсутствием сообщений в прессе о его кончине, и на следующий день во всех республиканских газетах был напечатан некролог.
После завершения строительства первой линии Сенчихин был награжден орденом Трудового Красного Знамени. По проектам Сенчихи построены станции метро «Гянджлик», «Депо», «Хатаи» и «20 января». Его последней работой была станция метро «20 января». Вместе с Токаем Мамедовым он подготовил проект этой станции. Больница также работала над проектом больницы, где он был пациентом.

## Память
22 июня 2017 года марка с изображением Константина Сенчихи была напечатана Азермарка по заказу Союза архитекторов Азербайджана.

## Работы
- Монолит[10]
- Дворец спорта «Динамо» (ныне гостиница «Динамо») [11]
- Дом художников[12]
- Здание Азербайджанского медицинского института
- Здание министерства обороны Азербайджана
- Комплекс жилых и административных зданий на пересечении улиц Самеда Вургуна и Бакиханова

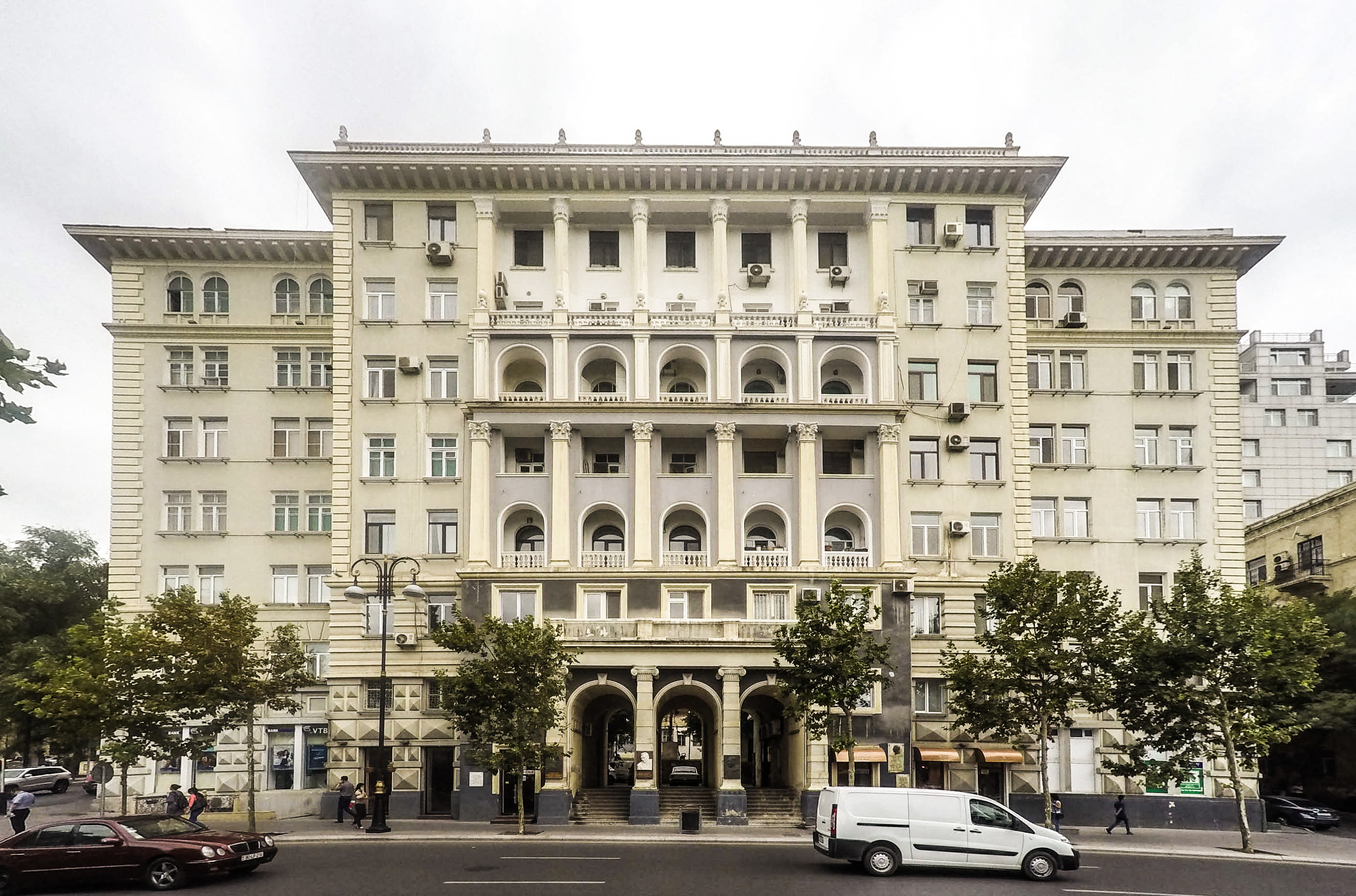
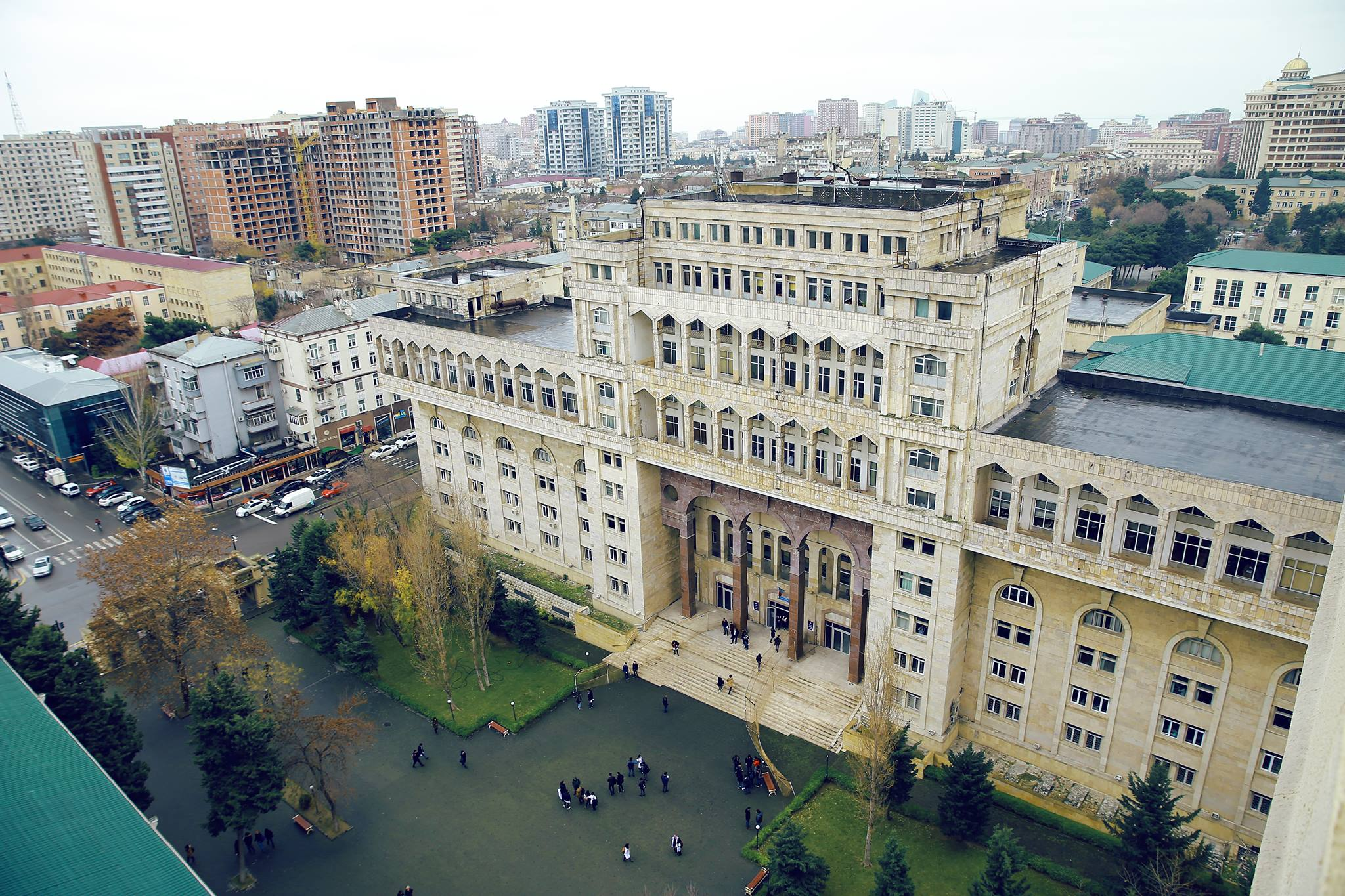

- Локбатанский Дворец Культуры